# 西藏职业技术学院
西藏职业技术学院，简称西藏职院，是中华人民共和国的一所全日制专科公办省属普通高等职业学校，位于西藏自治区拉萨市城关区。

## 历史
前身为：创办于1975年的西藏水电技工学校、创建于1993年的西藏电力学校、创建于1998年的西藏商业学校等3校。
1999年合并组建西藏自治区综合中专学校。2005年7月，（1974年创建）西藏自治区农牧学校和西藏自治区综合中等专业学校、西藏自治区农业广播电视学校（1995年创建）合并为西藏职业技术学院。2008年成为国家100所示范性高等职业院校之一。
设有西校区、北校区两个校区和堆龙德庆区实训基地、开发区特殊教育基地，在校生5039人。深圳大学、深圳职业技术学院、西北农林科技大学、高等教育出版社等院校单位对口支援西藏职业技术学院。